# ركن الدين بيبرس الصالحي
ركن الدين بيبرس الصالحي كان قائداً مملوكي في عهد السلطان الأيوبي الصالح أيوب.

## حياته
سُجن بيبرس مع سيده الصالح أيوب، عندما أطيح بحكمه كأمير دمشق، و شجر الدر في الكرك من قبل الناصر داود. في يونيو 1240، رافق ركن الدين بيبرس الصالح أيوب إلى القاهرة، والذي أصبح الحاكم الأيوبي لمصر. في أكتوبر 1244، قاد ركن الدين بيبرس الجيش الأيوبي و الخوارزمية لهزيمة القوات السورية-الصليبية في معركة غزة.
عندما شن الخوارزميون تمردًا في منطقة دمشق، كتبوا لقائدهم السابق ركن الدين، الذي كان في قيادة القوات المتمركزة في غزة. بعدها تم استدعاء ركن الدين المتهم بالتآمر مع الخوارزميين إلى مصر من قبل الصالح أيوب، وتم سجنه ثم إعدامه لاحقًا.